# Містер (звертання)

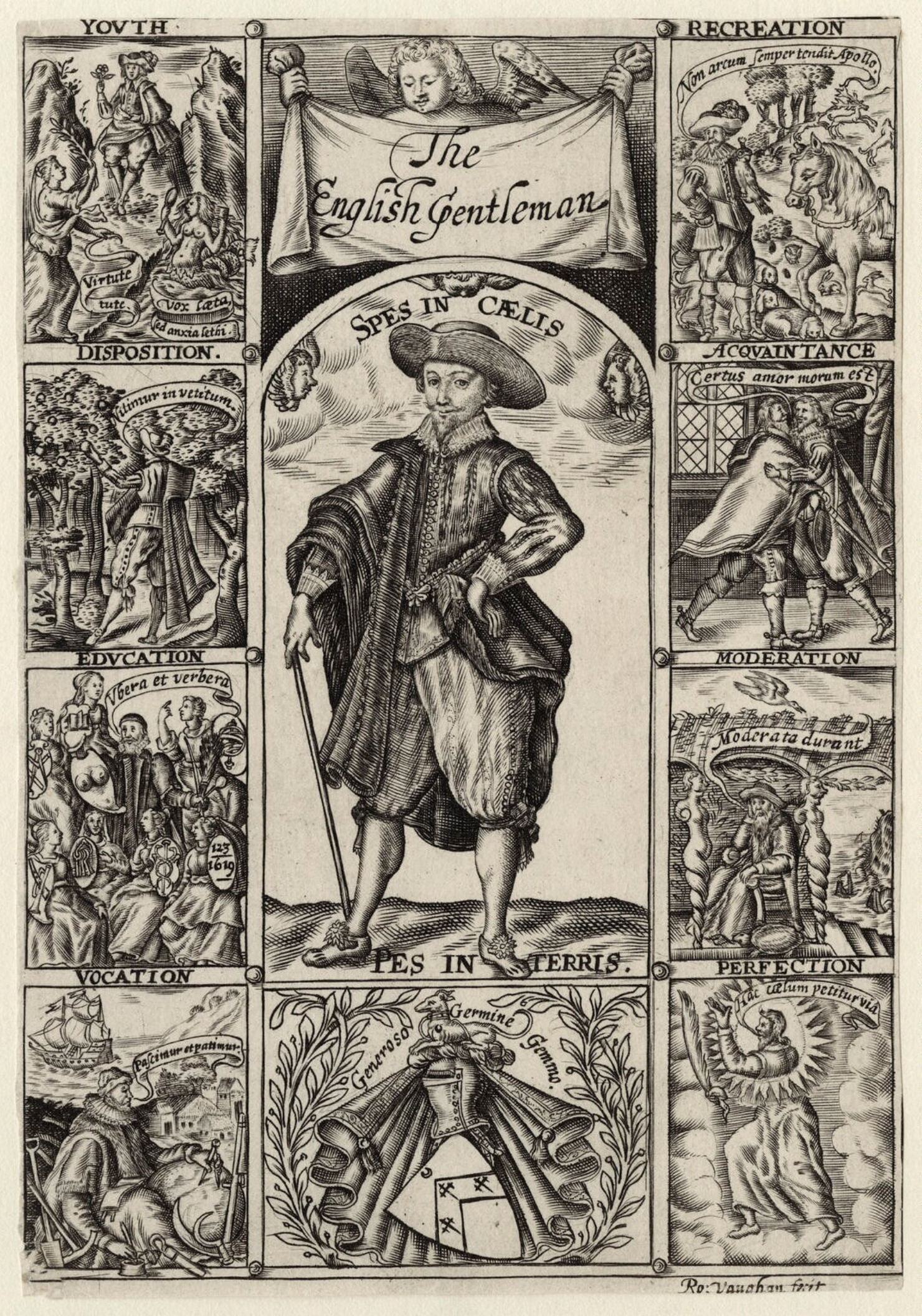

Містер (англ. Mister, скорочено Mr) —  загальновживаний англійський гоноратив, почесне звертання для чоловіків. 
Раніше використалось для осіб, що мали шляхетський титул або лицарське звання. 
Титул "Містер" походить від більш ранніх форм "господаря" (Master) й є рівнозначним жіночім звертанням "місіс" та "міс".  Звертання "майстер" іноді ще використовується як почесне звертання для хлопців та підлітків.

## Історія
Історично звернення "містер" застосовувалось лише до тих, хто мав шляхетний статус, за умови, що вони не мали вищого звання, наприклад, сер чи лорд, в системі про ранги англійських класів. 
Це використання зараз застаріло, оскільки воно поступово розширювалося як звернення - знак поваги до осіб, що мають рівний статус, а потім до всіх чоловіків без огляду на їх походження й статус в суспільстві.
До ХХ століття у Великій Британії існувало дві градації "джентльмена" (шляхетної особи): вищий мав право використовувати звертання "esquire" (Esq), а нижчий використовував "Mr" перед прізвищем. 
Сьогодні в листуванні з Букінгемського палацу до чоловіка, який є громадянином Великої Британії, звертаються як "Есквайр", а до чоловіка іноземної національності - "Містер".

## В інших мовах
В Німеччині аналогічним звертанням до чоловіка є "гер" (Herr); в Іспанії та Італії - сеньйор (Señor), у Франції - мсьє (Monsieur), в Україні - пан. 